# Karja (Saaremaa)
Koordinaten: 58° 31′ N, 22° 42′ O

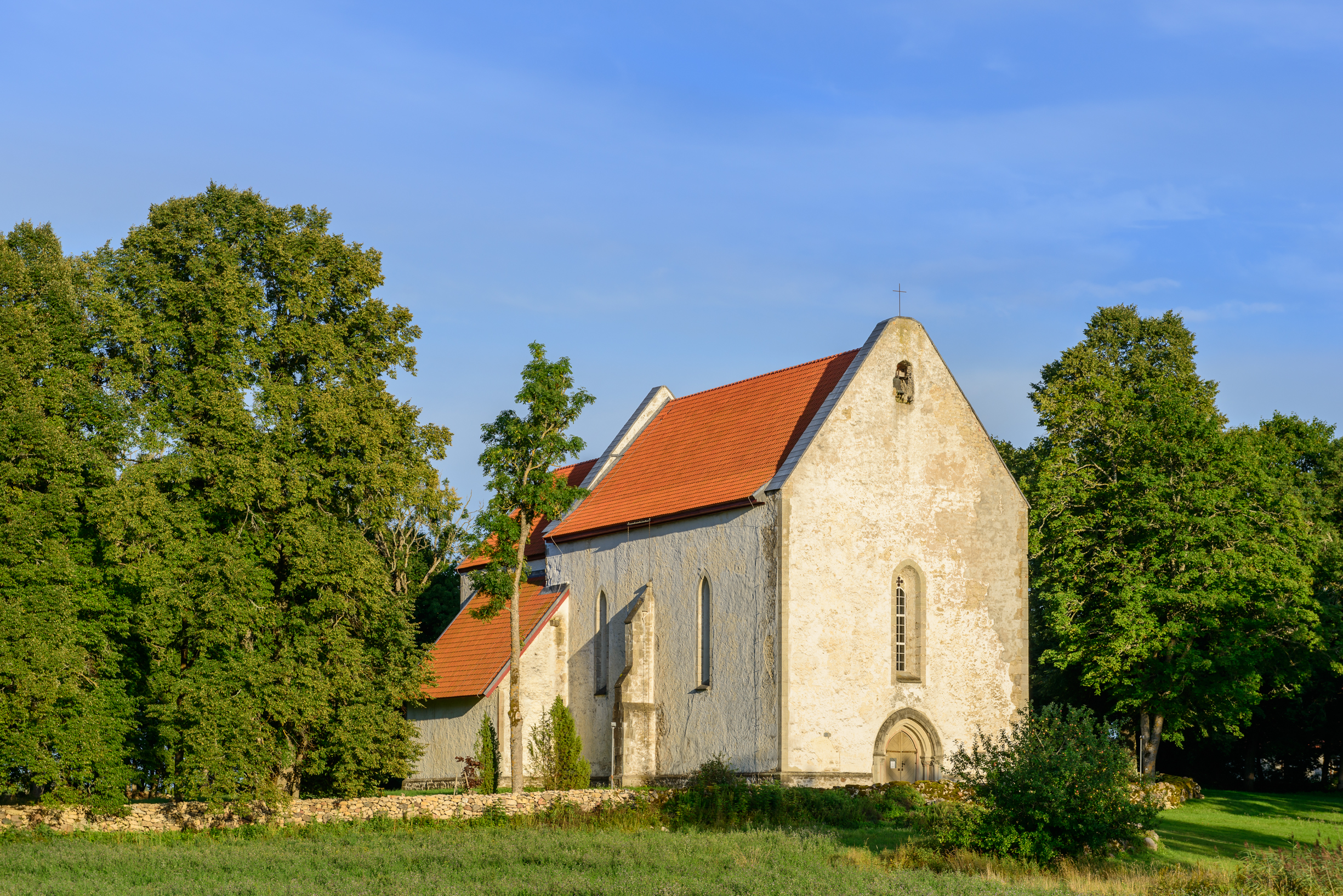
St. Katharinenkirche von Karja

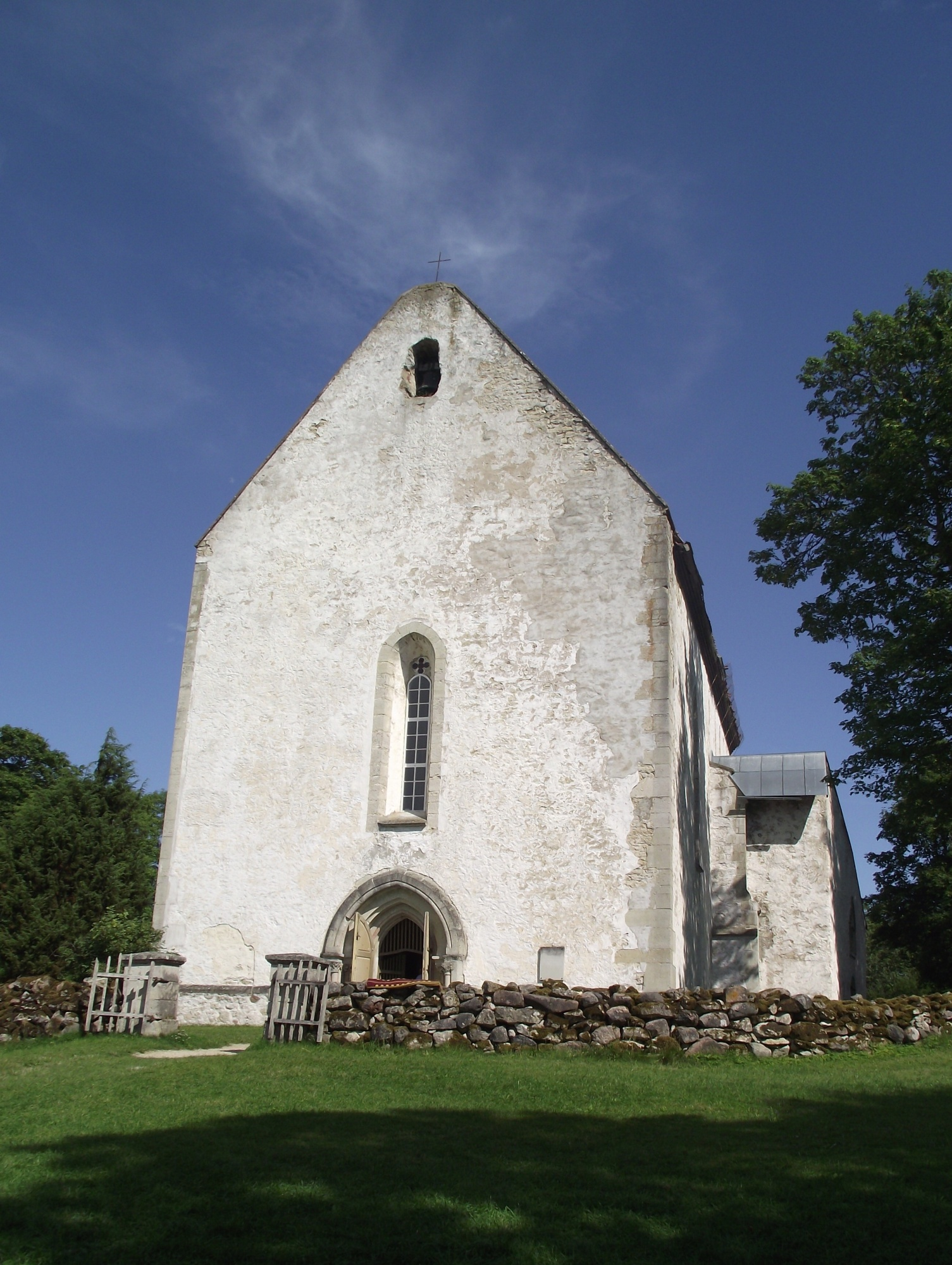
Westfassade mit dem Hauptportal

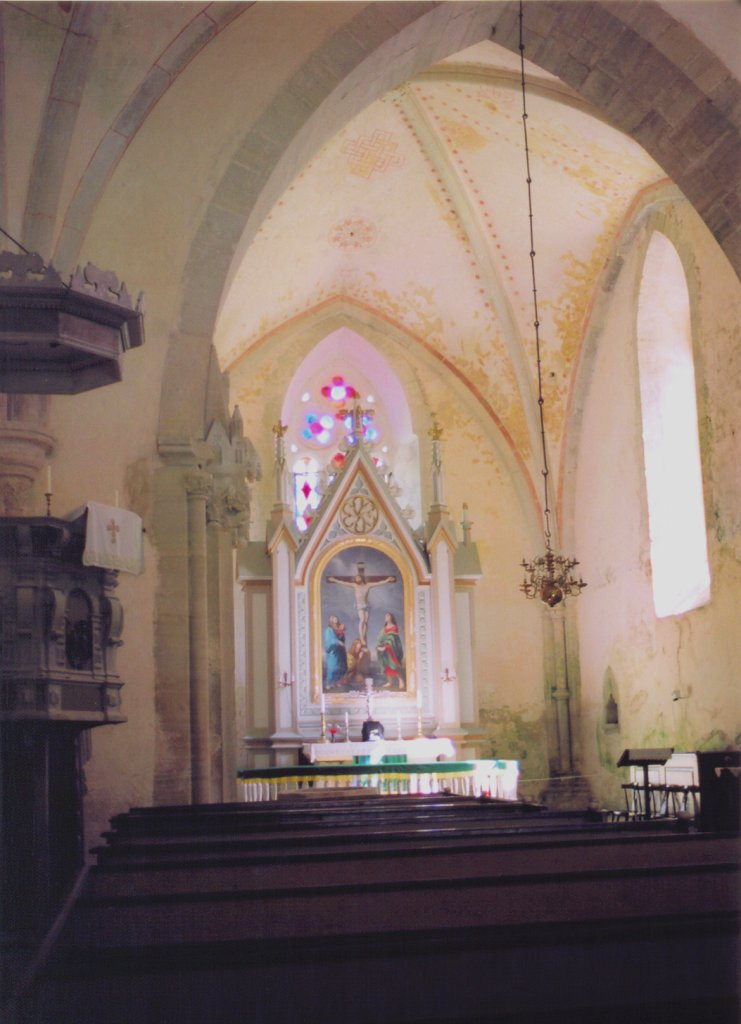
Blick in den Innenraum

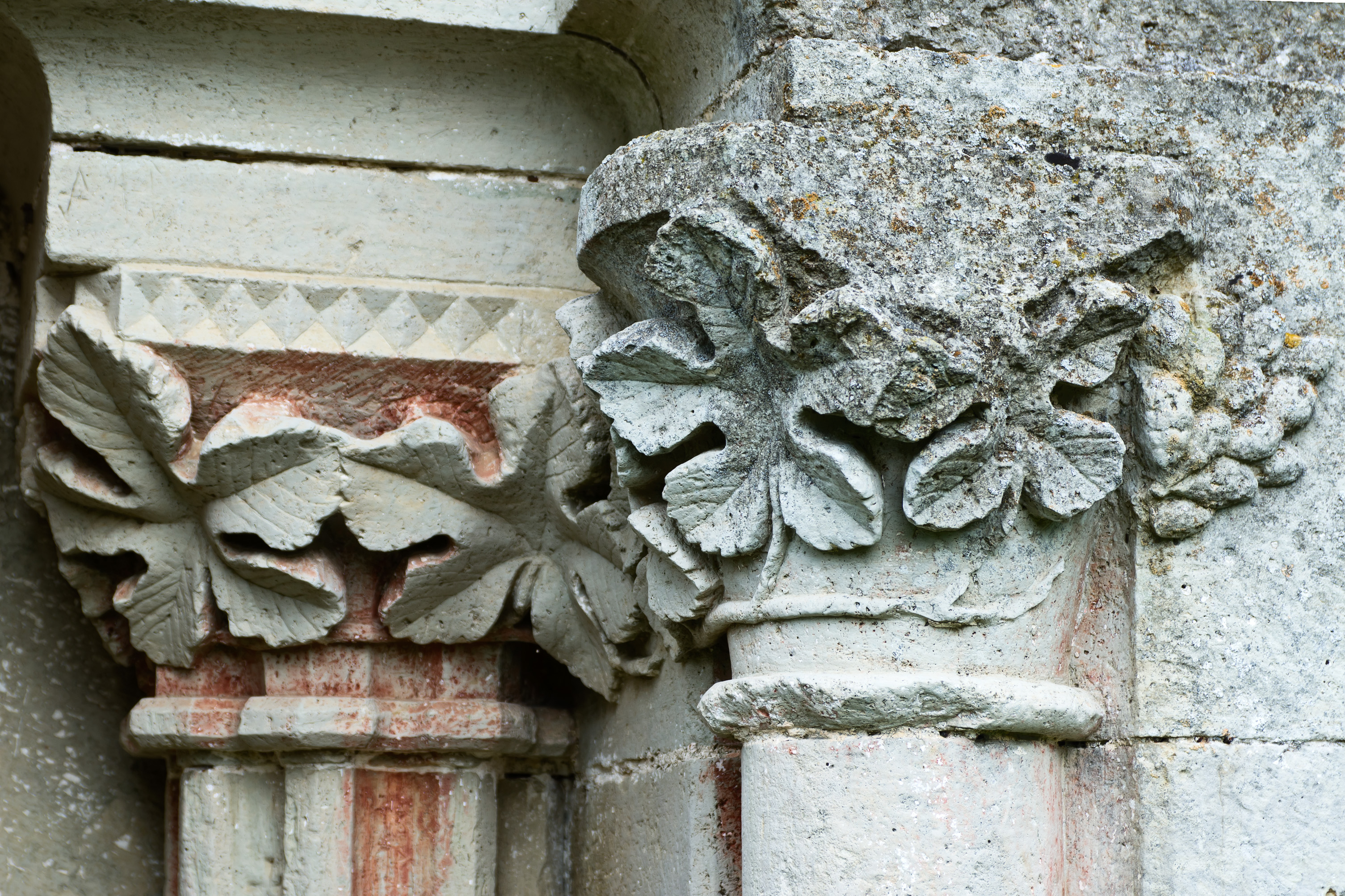
Kapitelle am Hauptportal

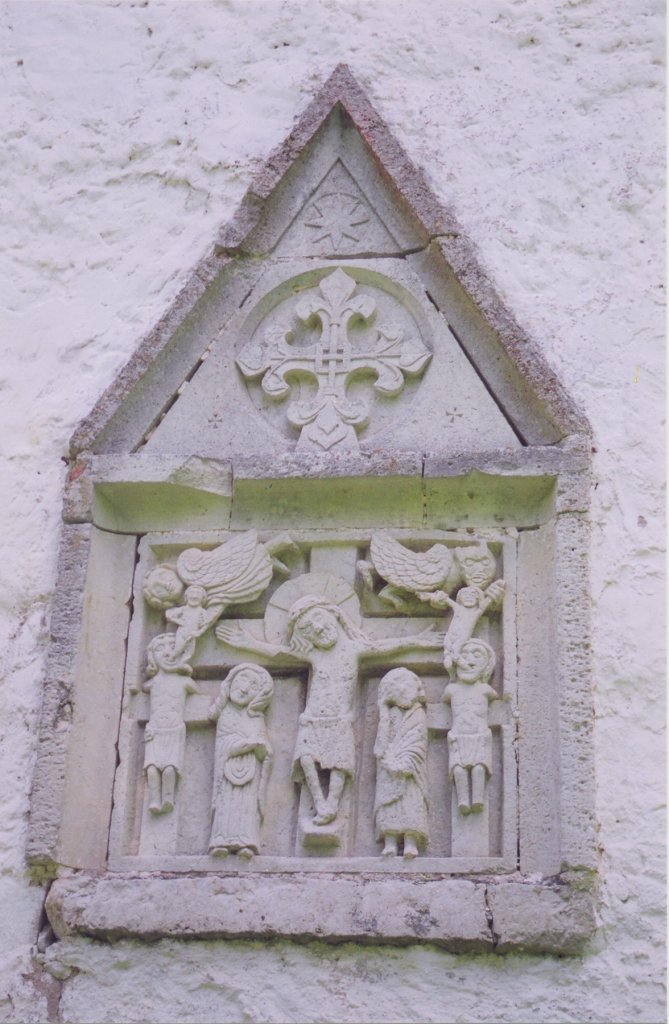
Kreuzigungsszene

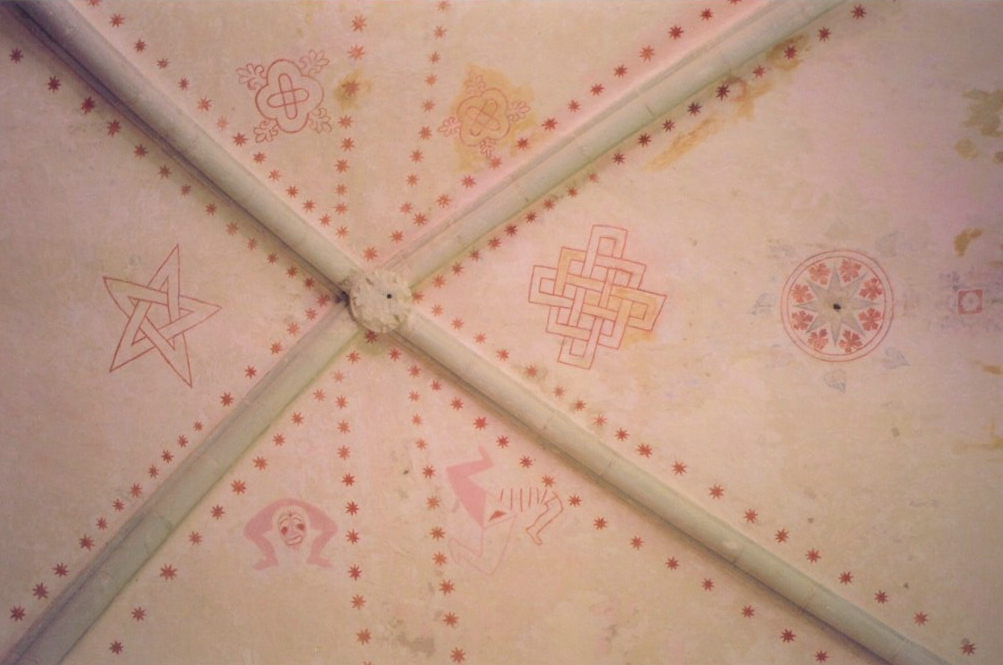
Magische Zeichen an der Decke des Chorraums

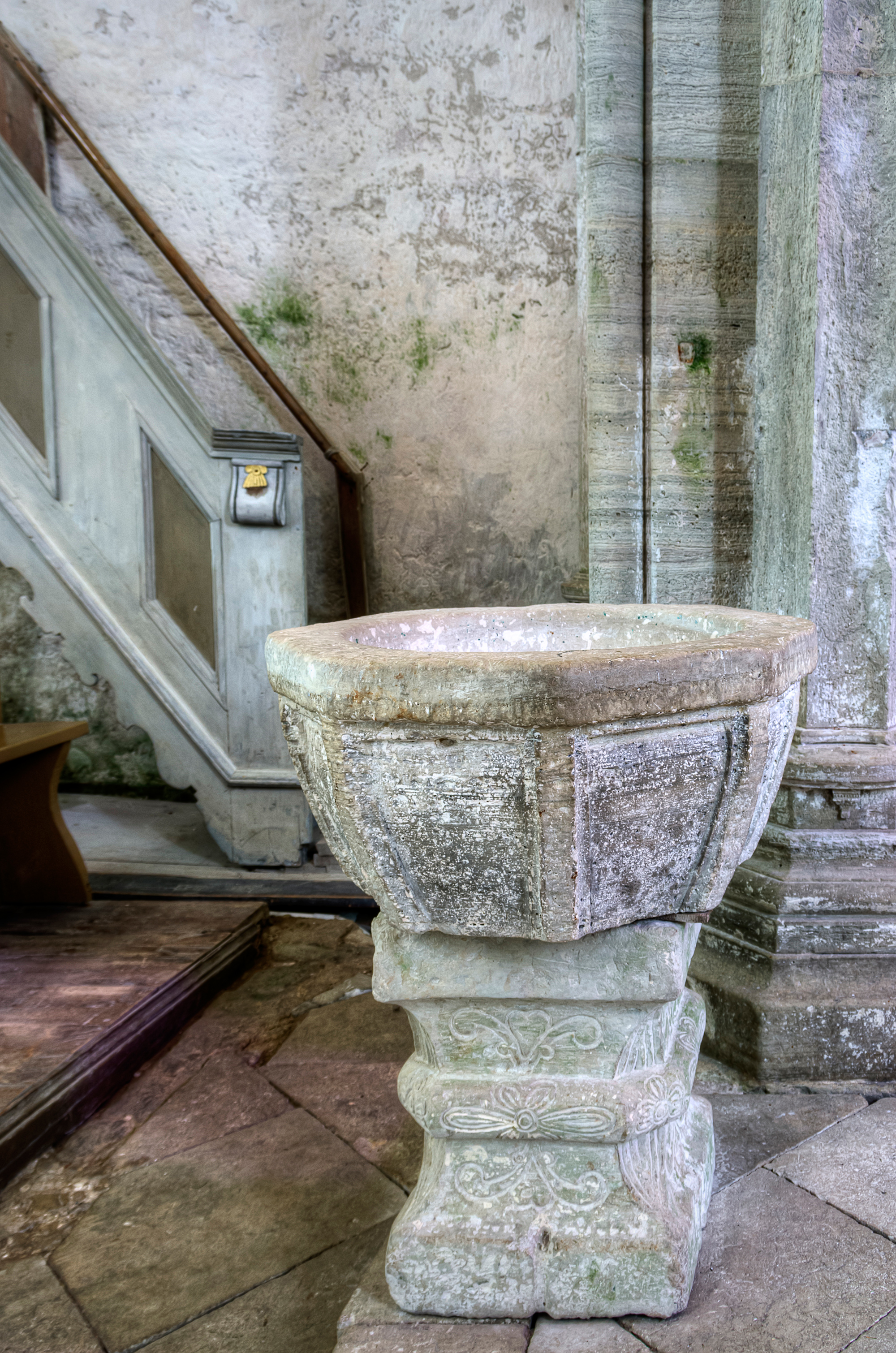
Taufstein

Karja (deutsch Karrishof) ist ein Dorf (estnisch küla) auf der größten estnischen Insel Saaremaa. Es gehört zur Landgemeinde Saaremaa (bis 2017: Landgemeinde Leisi) im Kreis Saare.

## Einwohnerschaft und Lage
Das Dorf hat 187 Einwohner (Stand 31. Dezember 2011). Es liegt 32 Kilometer nordöstlich der Inselhauptstadt Kuressaare.

## Hof

### Geschichte
Das Dorf bei der Kirche bestand bereits im 13. Jahrhundert. Im Mittelalter war der Ort als Amtshof Mittelpunkt des größten bischöflichen Amtsbezirks auf der Insel Saaremaa.
1558 wurde der Hof Cares erstmals urkundlich erwähnt. 1798 schenkte ihn der russische Zar Paul I. dem General der Kavallerie Otto Wilhelm von Derfelden (1737–1819). Nach verschiedenen Besitzerwechseln gelangte der Hof 1873 in das Eigentum der adligen deutschbaltischen Familie Sengbusch. Er wurde im Zuge der estnischen Landreform 1919 enteignet.

### Herrenhaus
Der einstöckige, hölzerne Mittelteil des Herrenhauses stammt aus dem 18. Jahrhundert. Die zweistöckigen Seitenflügel wurden im 19. und 20. Jahrhundert angefügt. Nach 1919 wurde im Herrenhaus eine Hauswirtschaftsschule untergebracht. Nach dem Zweiten Weltkrieg wurde das Gebäude als Büro der örtlichen Kolchose genutzt. Heute befindet sich darin das Informationszentrum des Ortes.

## Kirche

### Architektur
Die heute evangelisch-lutherische St. Katharinenkirche von Karja befindet sich auf dem Gebiet des Nachbardorfes Linnaka. Sie ist die kleinste Kirche der Insel Saaremaa. Der Innenraum wirkt allerdings groß, da das Deckengewölbe fast doppelt so hoch ist wie die Wände.
Um 1254 bestand an dem Ort bereits eine Holzkirche. Sie wurde 1343 zerstört. Das heutige Gotteshaus wurde zwischen 1340 und 1350 vermutlich durch einen von Frankreich beeinflussten Meister von der schwedischen Insel Gotland im gotischen Stil errichtet. Die durch ihn erbaute Saalkirche ist einschiffig. Die Kirche verfügt über keinen Glockenturm.
Die gewölbte Sakristei diente früher als Zufluchtsort. Darüber befindet sich ein Raum mit Kamin, der wahrscheinlich Pilger beherbergt hat. Im 16. Jahrhundert wurde an das Gotteshaus ein Vorraum angefügt.

### Kunst
Die Kirche von Karja hat ihr Aussehen bis heute weitgehend bewahrt. Dies gilt besonders für die zahlreichen Steinmetzarbeiten und vielen Fresken:
Bis in die Gewölbeflächen des Chores, wo ein zwischen den Beinen durchschauender Teufel dem Betrachter die Zunge herausstreckt, ist sie mit behauenen Fratzen und Masken belebt. An der Nordseite des Triumphbogens sieht man Teufelsfiguren in einer Szene, die die Legende der heiligen Katharina nacherzählt. Dort ergreifen sie den Kaiser Maxentius, der Katharina und die von ihr zum christlichen Glauben bekehrte Kaiserin Faustina und den Heerführer Porphyrios töten ließ. Ihr, der Patronin der Wissenschaft, ist die Kirche geweiht. Über den Kaiser triumphierend steht sie da, mit dem Buch und dem Palmenzweig in der Hand.
Gegenüber sieht man die Darstellung aus der Legende von Nikolaus, dem zweiten Heiligen der Kirche. Auf kleinem Raum drängen sich hier unter der gotischen Stadtarchitektur Szenen voller Dramatik, ob es sich um seine Hauptaufgabe handelt, die Seeleute zu schützen, oder um die drei Schwester (Südseite), die, zu arm zum Heiraten, vom Heiligen drei goldene Kugeln als Mitgift geschenkt bekommen.
Die Vielzahl der Steinmetzarbeiten setzt sich an vielen Stellen der Kirche fort. Sehr naturalistisch ausgebildet ist auch die florale Ausstattung des Chorraums mit zahlreichen Rosenblüten sowie Eichen- und Weinblättern. Die Formen wiederholen sich als Kapitellschmuck an den beiden Portalen.
Die Wand der Vorhallen zeigt eine symmetrisch aufgebaute Kreuzigungsszene, wo die Seelen der beiden neben Jesus gekreuzigten Räuber vom Engel gerettet beziehungsweise vom Teufel geholt werden. Ihre Seelen sind als kleine Kinder dargestellt. Darunter betrauen Maria und Johannes den verstorbenen Jesus.
Immer noch rätselhaft sind die in den 1920er Jahren freigelegten magischen Zeichen an der Decke des Chores, die bereits zur Entstehungszeit der Kirche angebracht worden sein müssen. Es handelt sich sowohl um christliche als auch um heidnische Symbole, unter anderem um ein Pentagramm und eine Triskele. Sie sind um einen Schlussstein angeordnet und sollten vermutlich vor bösen Geistern schützen.

### Innenraum
Der Taufstein stammt aus dem 14. Jahrhundert. Das Kruzifix aus Holz ist ein Werk des 15. Jahrhunderts. Die geschnitzte Kanzel im Stil der Renaissance wurde 1638 durch den vermutlich aus Schlesien stammenden Meister Balthasar Raschky geschaffen. An ihrer Seite befinden sich die Wappen der örtlichen Gutsherren.
Die Orgel von 1882 mit ihrer mechanischen Traktur ist eine Arbeit des estnischen Musikbauers Gustav Normann. Der Altar wurde 1887 geschaffen. Das Altargemälde aus demselben Jahr mit der Golgota-Szene ist die Kopie eines Gemäldes von Guido Reni.

### Renovierung
Die Kirche wurde in den 1920er Jahren durch den schwedischen Kunsthistoriker Helge Kjellin (1885–1984) umfassend untersucht und restauriert. Kjellin war zu jener Zeit Professor an der Universität Tartu. An die Renovierung erinnert eine 1926 in Stockholm gegossene Glocke aus Bronze, die sich in einer speziellen Nische der Kirche befindet.

## Pastorat und Friedhof
Das Pastorat von Karja brannte 1883 ab. Es wurde anschließend aus Stein neu errichtet.
In unmittelbarer Nähe befindet sich der Friedhof des Ortes. Der alte Friedhof wurde seit 1770 genutzt und 1903 aufgelassen. In seinem Zentrum befinden sich die Ruinen von drei alten Grabkapellen.
Besonders sehenswert sind die trapezförmigen Grabplatten aus dem 13. und 14. Jahrhundert. Auf dem Friedhof ist unter anderen der Schriftsteller Friedrich Wilhelm Willmann (1746–1819) beigesetzt.